# Risiocnemis gracilis
Risiocnemis gracilis – gatunek ważki z rodziny pióronogowatych (Platycnemididae). Endemit filipińskiej wyspy Luzon.